# 繩之於法
《繩之於法》是香港電台電視部與皇家香港警務處警察公共關係科合製的現場直播電視節目，在無綫電視翡翠台播出，1985年10月27日開播，1997年3月28日停播。

## 歷史
《繩之於法》仿傚英國廣播公司第一台節目《Crimewatch UK》，每月最後一個星期日19:30在翡翠台播出一次，播放時間原為報道香港輕微罪案的同類節目《警訊》的播出時間（為晚上黃金時間），由張瑪莉和楊子江擔任主持。節目特色是攝影棚設有電話熱線「3-388288」，10位警務人員穿西裝或警察制服、坐在主持群座位後方10台電話機前接聽電話，電話熱線在節目播出時到23:30運作。節目內容主要集中於香港嚴重罪案的消息，並在罪案現場錄製案件重演以讓市民更深入了解案情，案件重演多數拍得十分恐怖。如有屍體發現或兇殺案之死者不明時，更會直接播出未經馬賽克處理的屍體照片，例如1985年寶馬山雙屍案；一旦目擊罪案發生的觀眾勾起相關罪案的回憶，可以立即致電熱線，提供破案線索。
1989年12月，《繩之於法》探討有關濫用精神科藥物的問題，毒品調查科總參事曾蔭培講解香港濫用精神科藥物的情況以及毒品對青少年的禍害，禁毒常務委員會代表詳述精神科藥物對身體健康的影響。
1995年，香港電台舉辦《繩之於法》播映十週年慶祝會。1996年，有鑑於香港的整體罪案數字不斷下降，香港電台決定將《繩之於法》與《警訊》合併，由警務人員接聽電話的熱線亦取消；不過，市民仍可透過警察舉報罪案熱線「2527 7177」、致電到就近警署、郵寄、互聯網或傳真舉報罪案。
1997年3月28日，《繩之於法》在翡翠台播出最後一集，為外景拍攝加中文字幕播映，楊子江主持，在香港電台電視大廈對面錄製開場，帶領觀眾回顧《繩之於法》歷史。